# Samsung Galaxy Player
El Samsung Galaxy Player (conocido como el Samsung Galaxy S WiFi en Europa) es una línea de computadoras de bolsillo multifunción basadas en Android producidas por Samsung.  El producto se estrenó el 2 de septiembre en el IFA 2010 en Berlín y se exhibió en el CES 2011 en Las Vegas.

## Modelos
Todos los modelos de Galaxy Player son compatibles con el acelerómetro de 3 ejes. El Galaxy Player 4.2 también es compatible con giroscopio de 3 ejes.
Galaxy Player 50 (YP-G50)
El Galaxy Player 50 (que no debe confundirse con Galaxy Player 5.0) fue el primer reproductor multimedia basado en Android de Samsung, anunciado en el 2010 IFA y lanzado a principios de 2011. Cuenta con una pantalla TFT-LCD de 3,2 pulgadas y 400 x 240 píxeles, 8 o Memoria interna de 16GB, ranura microSDHC, batería de 1000mAh, Bluetooth 3.0, sintonizador RDS FM y cámara trasera de 2 MP. Se ejecuta en Android 2.1 Eclair.
Galaxy Player 4.0 o Galaxy S WiFi 4.0 (YP-G1)
El Galaxy Player 4.0 cuenta con una pantalla táctil capacitiva multitáctil de 4 ", una pantalla LCD" Super Clear "con resolución de 800x480 (WVGA). Tiene 8 GB de almacenamiento flash interno, que se puede ampliar con una tarjeta microSD (tarjetas de hasta 32 GB) son compatibles). Tiene dos cámaras (una cámara frontal VGA y una cámara trasera de 3.2 megapíxeles), WiFi, radio FM y un GPS, y ejecuta Android 2.3.5 ("Gingerbread"). Los equipos de desarrollo han creado un Android no oficial. 4.0 ("Ice Cream Sandwich") puerto. Su diseño es casi el mismo del teléfono Samsung Galaxy S (I9000) pero con una cámara de menor resolución (3.2 MP en lugar de 5.0 MP) y sin funciones de teléfono o 3G. CPU es un procesador de aplicaciones Samsung Exynos 3110.
Samsung anunció que el Galaxy S WiFi 4.0 se lanzará en la primera mitad de 2011, comenzando con el Reino Unido. El Galaxy Player 4.0 y 5.0 se lanzó en Estados Unidos en octubre de 2011.
Galaxy Player 5.0 o Galaxy S WiFi 5.0 (YP-G70)
El Galaxy Player 5.0 tiene una ranura para tarjetas micro-SD que permite hasta 32 GB adicionales de almacenamiento. La CPU es un procesador de aplicaciones Exynos 3110 1Ghz. Tiene una duración estimada de 60 horas de la batería durante la reproducción de música y 8 horas durante la reproducción de video. A partir de ahora, el Galaxy Player 5.0 viene precargado con Android 2.2.2 Froyo en Europa, y Android 2.3.5 Gingerbread en los Estados Unidos. Los equipos de desarrollo han creado un Android 4.0 no oficial ("Ice Cream Sandwich"), Android 4.4 ("KitKat") hasta Android 5.1.1 ("Lollipop").
Galaxy Player 3.6 o Galaxy S WiFi 3.6 (YP-GS1)
El Galaxy Player 3.6 tiene un LCD TFT de 3.65 "(con una resolución de 480 × 320) en lugar del AMOLED que usa Samsung en la mayoría de sus teléfonos. El almacenamiento interno es de 8 GB flash que se puede expandir a través de una tarjeta microSD. La CPU es un núcleo único de 1 GHz basado en el núcleo de la CPU ARM Cortex-A8 (OMAP3630). Tiene una batería extraíble. Funciona con el sistema operativo Android 2.3 Gingerbread.
El Player tiene una cámara de 2.0 MP en la parte posterior, servicios de localización por GPS y un acelerómetro.
El reproductor admite Wi-Fi (802.11b/g/n) y Bluetooth 3.0 (A2DP, AVRCP, OPP, PBAP).
Galaxy Player 4.2 o Galaxy S WiFi 4.2 (YP-GI1)
El Galaxy Player 4.2 tiene una pantalla IPS de 4.2 "a 800 x 480, procesador de 1 GHz, cámaras frontal y trasera y Android 2.3 Gingerbread. Tiene una batería extraíble y una ranura para tarjeta microSD.
Galaxy Player 5.8 (YP-GP1)
El Galaxy Player 5.8 tiene una pantalla LCD qHD de 5,8 pulgadas con una resolución de 960 x 540, 1 GB de RAM, procesador dual-core de 1 GHz, una cámara de 3,0 megapíxeles sin flash LED y se distribuirá con Android 4.0 Ice Cream Sandwich. aunque se sabe que algunas versiones usan Android 4.0.2. Tiene la misma batería de 2500 mAh que el Galaxy Player 5.0 y viene en versiones de 16 y 32 GB, con una ranura para tarjetas microSD que admite hasta 32 GB de almacenamiento adicional.
Galaxy 070 o Smart Home Phone 2 HD o 스마트홈 폰 HD mini (YP-GI2)
El Galaxy 070 cuenta con una pantalla LCD TFT de 4,2 pulgadas y 800 x 480 píxeles, CPU ARM Cortex A9 a 1.2GHz de doble núcleo, Bluetooth 3.0, batería de 1300 mAh, memoria interna de 8 GB y ranura microSDXC. Se ejecuta en Android 4.1 Jellybean. Fue lanzado en agosto de 2013 en Corea solamente. Solo fue vendido por Korea Telecom y se comercializó como un teléfono residencial con aplicaciones específicas que permiten SMS y llamadas a través de WiFi. Es el último Galaxy Player lanzado.

## Soporte de códec
Audio: MP3, M4A (AAC, AAC+, eAAC+), AMR (AMR-NB, AMR-WB), WMA, OGG, FLAC
Video: MP4, 3GP, AVI (DivX, Xvid), WMV, ASF, H.263/H.264

## Precios
Los precios minoristas sugeridos en EE. UU. Son de $ 149.99 para el modelo 3.6, $ 199.99 para el modelo 4.2, $ 229.99 para el modelo 4.0 y $ 269.99 para el modelo 5.0.